# Réticulopéritonite traumatique
La réticulopéritonite traumatique, abrégée en RPT, est une affection digestive touchant fréquemment les bovins, et beaucoup plus rarement les petits ruminants. Elle est provoquée par l'ingestion d'un corps étranger qui tombe dans le réseau et perfore sa paroi, entrainant des complications. Avec le déplacement de caillette, c'est l'une des maladies digestives les plus fréquentes chez les bovins.

## Épidémiologie
L'incidence de la réticulopéritonite traumatique est en forte baisse depuis plusieurs décennies, pouvant atteindre 80 % dans les années 1950, alors qu'elle est tombée de 2 % à 12 % aujourd'hui. Néanmoins, l'incidence reste élevée, et la RPT est l'une des affections internes les plus fréquentes des bovins.
Les corps étrangers incriminés sont le plus fréquemment des objets métalliques vulnérants, tels que des clous ou des morceaux de fil de fer, mais aussi désormais les renforts métalliques des pneumatiques utilisés pour lester les bâches couvrant les silos d'ensilage, des composants métalliques des mélangeuses ou des brisures de couteaux métalliques d'ensileuse. Les corps étrangers non métalliques sont extrêmement rares.
Les animaux les plus touchés ont plus de dix-huit mois.

## Physiopathologie

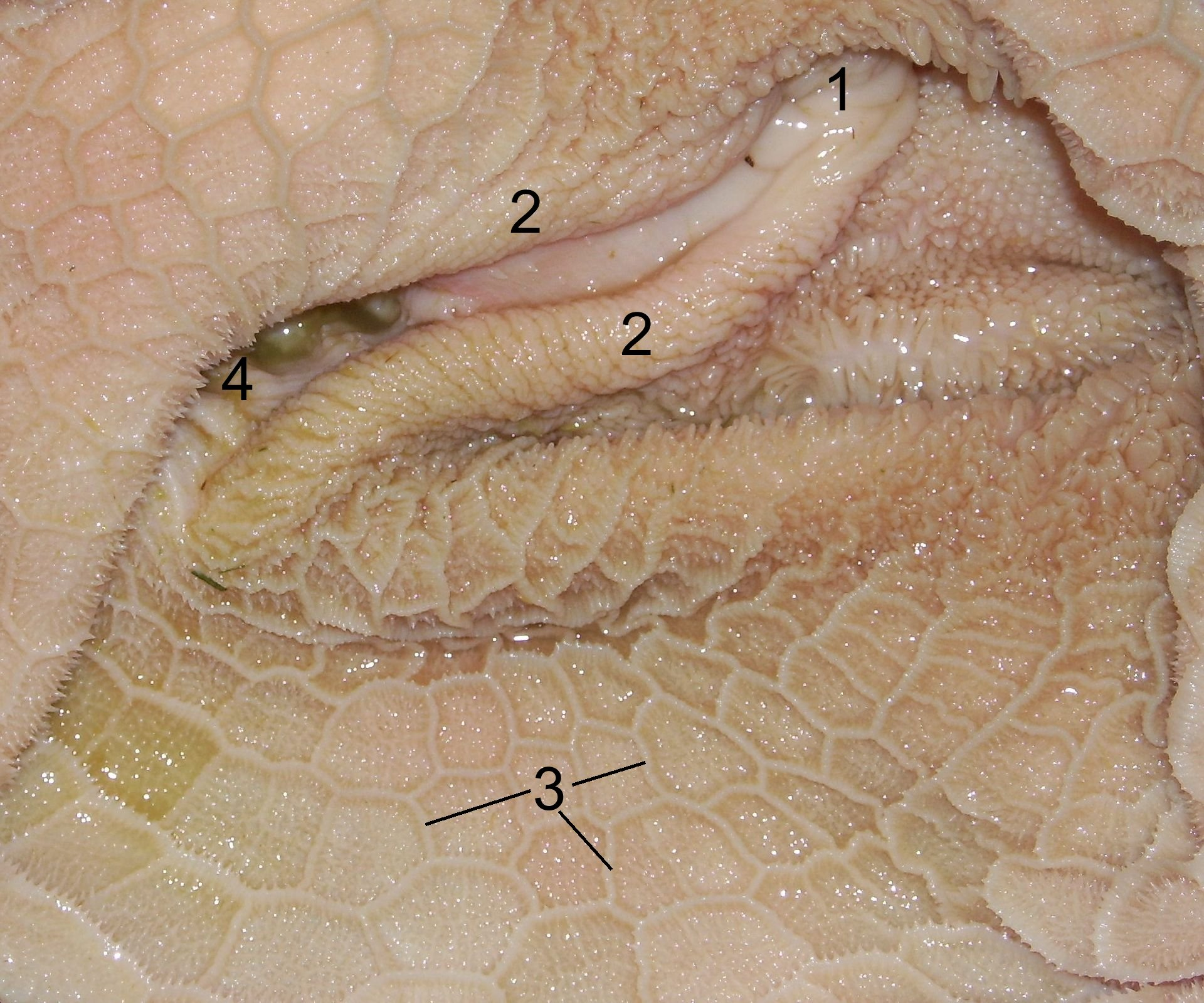
Muqueuse alvéolée du réseau (réticulum) d'un mouton

La réticulopéritonite traumatique est provoquée par la perforation de la paroi du réseau par un corps étranger acéré et vulnérant, généralement métallique. La vache présente une préhension alimentaire non sélective, mastique peu, favorisant l'ingestion de tout type de corps étrangers. Ensuite, les corps étrangers se retrouvent piéger dans le réseau, du fait de sa position déclive et de sa structure alvéolée. Enfin, les contractions réticulaires suffisent généralement à faire pénétrer le corps étranger dans la paroi, provoquant une péritonite.
La maladie peut prendre une forme aiguë ou chronique.

## Diagnostic

### Signes fonctionnels
Les signes fonctionnels dépendent de l'atteinte de la paroi réticulaire. Les signes les plus communs sont, par ordre décroissant de fréquence, un comportement général anormal (87 %), une motilité réduite ou absente du rumen (72 %), des fèces mal digérées (57 %), une diminution ou une absence de motilité intestinale ruminale (50 %), une réduction du remplissage du rumen (49 %), de la fièvre (43 %) et des signes spontanés de douleur (39 %) : cambrure du dos (18 %), bruxisme (20 %) et grognements (2 %).

### Examen clinique
Il est possible d'effectuer des tests pour détecter la présence d'un corps étranger :
- test du garrot (consistant à pincer avec les deux mains la peau au-dessus des apophyses transverses caudales au garrot : le test est positif si l'animal ne vousse pas son dos, signalant une douleur)
- recherche de grognements :
  - percussion de la région xiphoïdienne avec le genou, le talon ou un maillet
  - test du bâton (consistant à soulever un bâton au niveau de la région abdominale de l'animal avec une personne de chaque côté)

### Examens complémentaires
Avec une analyse sanguine, on observe principalement une baisse de l'hématocrite et une leucocytose, ainsi qu'une hyperfibrinogénémie et une hyperprotéinémie.
La présence d'un corps étranger peut être mise en évidence avec un détecteur de métaux éventuellement assorti de l'utilisation d'une boussole (l'aiguille s'affole en présence d'un aimant préalablement administré), mais les faux positifs sont fréquents.
Une abdominocentèse (ponction de la cavité abdominale pour prélever le liquide péritonéal) peut mettre en évidence une péritonite, notamment en vérifiant s'il y a une augmentation des D-dimères.
La laporoscopie permet de montrer une inflammation, mais est difficile à mettre en œuvre pour observer le réseau et donc le corps étranger du fait des adhésions massives au niveau du réseau, empêchant une bonne visibilité,.
L'échographie de la région du réseau permet très bien d'évaluer la péritonite mais généralement pas de visualiser le corps étranger,.
Enfin, la radiographie est la seule méthode permettant de correctement observer le corps étranger, mais est difficilement réalisable sur le terrain et peu rentable pour l'éleveur,.

## Prise en charge
Le traitement conservatif consiste à administrer un aimant par voie orale pour retenir le corps étranger métallique et des antibiotiques. En cas d'échec, une ruminotomie peut être envisagée, précédée d'une laparotomie exploratoire par le flanc gauche,.

## Évolution et complications
Les conséquences de la perforation de la paroi réticulaire dépendent de sa localisation et de sa profondeur : une faible pénétration ne va entraîner qu'une anorexie passagère et une baisse de la production laitière, mais si la pénétration est plus profonde, elle peut entraîner une péritonite aiguë localisée, avec pour conséquences éventuelles une péritonite chronique localisée, une péritonite aiguë généralisée ou une péricardite aiguë.
Le corps étranger peut aussi atteindre le diaphragme et provoquer une pleurésie locale ou une pneumonie, ou le péricarde, entrainant une péricardite, voire atteindre l'artère gastroépiploïque et causer une hémorragie mortelle.
Des abcès peuvent entraîner fréquemment, en empêchant mécaniquement le transit, des indigestions chroniques (syndromes d'Hoflund).

## Prévention
Le meilleur traitement prophylactique pour lutter contre la RPT est de diminuer le risque d'ingestion de corps étrangers en diminuant leur présence, notamment en remplaçant les auges et autres matériels métalliques en mauvais état ou en arrêtant d'utiliser des pneus pour tasser l'ensilage. Il est possible d'installer des aimants dans les mélangeuses à fourrage pour retenir les corps étrangers métalliques,.
L'administration à l'animal d'un ou deux aimants pour fixer les corps étrangers et ainsi réduire le risque de perforation de la paroi réticulaire est fréquente, mais son efficacité n'est pas totalement prouvée. Cependant, ce traitement est peu coûteux.